# Condado de Mýrasýsla

Mýrasýsla está localizado al oeste de Islandia.

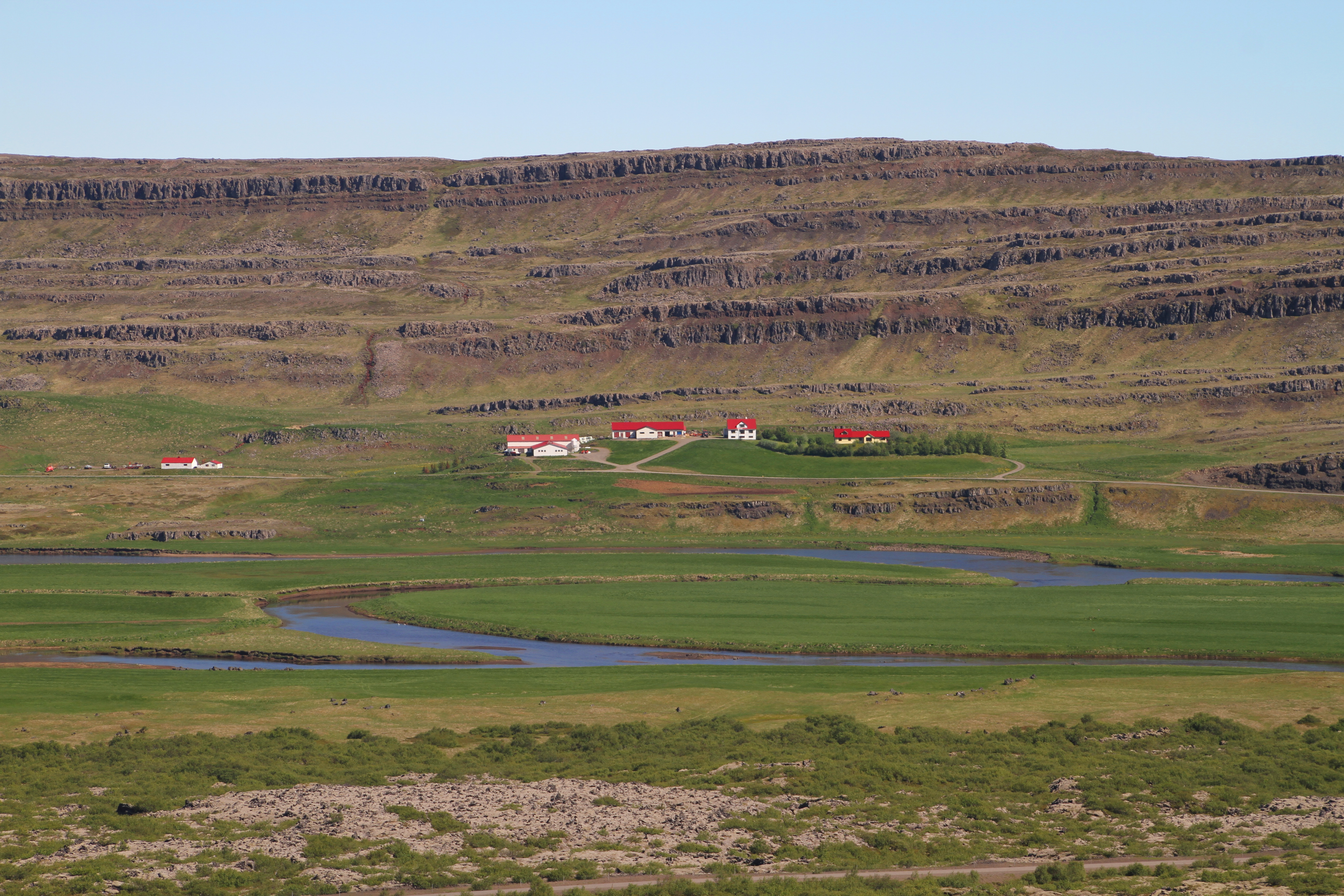
Vista desde el Grabrokargigar.

Mýrasýsla es uno de los veintitrés condados de Islandia. Se ubica al oeste del país. Su establecimiento más poblado es Stafholt.

## Geografía
Este condado se localiza al oeste de la República de Islandia. Su superficie es de 3.092 kilómetros cuadrados. Su ubicación exacta es latitud: 64.75; longitud: -21.5. Mýrasýsla tiene una altura media de 184 metros. La zona horaria utilizada dentro del condado de Mýrasýsla es la Atlantic/Reykjavik, que es también usada en el resto de Islandia.

## Establecimientos en Mýrasýsla
| Ciudad       | Elevación | Población    |
| ------------ | --------- | ------------ |
| Akrar        | 6 pies    | 21 personas  |
| Álftanes     | 0 pies    | 11 personas  |
| Álftártunga  | 193 pies  | 76 personas  |
| Borg á Mýrum | 3 pies    | 35 personas  |
| Borgarnes    | 0 pies    | 37 personas  |
| Gilsbakki    | 328 pies  | 9 personas   |
| Htarðarholt  | 114 pies  | 119 personas |
| Hvammur      | 410 pies  | 86 personas  |
| Norðtunga    | 314 pies  | 37 personas  |
| Siðmúli      | 200 pies  | 60 personas  |
| Staðurhraun  | 259 pies  | 121 personas |
| Stafholt     | 134 pies  | 132 personas |

## Demografía
Mýrasýsla posee una población de 744 habitantes que se encuentran distribuidos sobre una extensión de territorio de 3.092 kilómetros cuadrados. Por ende la densidad poblacional es de 0,24 habitantes por cada kilómetro cuadrado de este condado.

## Historia

### Edad Media
Conocido como Þverárþing («thing de Þverá») hubo en la región uno de los tres centros jurídicos y políticos de la 
corte del Oeste: (Vestfirðingafjórðungur) durante la Mancomunidad Islandesa.